# Podnoszenie ciężarów na Letnich Igrzyskach Olimpijskich 1980 – II waga ciężka mężczyzn
Rywalizacja w wadze do 110 kg mężczyzn w podnoszeniu ciężarów na Letnich Igrzyskach Olimpijskich 1980 odbyła się 29 lipca 1980 roku w hali Pałac Sportu Izmajłowo. W rywalizacji wystartowało 13 zawodników z 13 krajów. Tytułu sprzed czterech lat (w wadze ciężkiej) nie obronił Jurij Zajcew z ZSRR, który tym razem nie startował. Nowym mistrzem olimpijskim został jego rodak - Leanid Taranienka, srebrny medal wywalczył Walentin Christow z Bułgarii, a trzecie miejsce zajął Węgier György Szalai.

## Wyniki
| Pozycja | Zawodnik                | Reprezentacja   | Waga   | Rwanie | Rwanie | Rwanie | Podrzut | Podrzut | Podrzut | Wynik |
| Pozycja | Zawodnik                | Reprezentacja   | Waga   | 1      | 2      | 3      | 1       | 2       | 3       | Wynik |
| ------- | ----------------------- | --------------- | ------ | ------ | ------ | ------ | ------- | ------- | ------- | ----- |
| 1. !    | Leanid Taranienka       | ZSRR            | 109,90 | 182,5  | 182,5  | 190,0  | 220,0   | 235,0   | 240,0   | 422,5 |
| 2. !    | Walentin Christow       | Bułgaria        | 109,55 | 177,5  | 182,5  | 185,0  | 220,0   | 235,0   | 235,0   | 405,0 |
| 3. !    | György Szalai           | Węgry           | 108,10 | 167,5  | 167,5  | 172,5  | 212,5   | 217,5   | 225,0   | 390,0 |
| 4       | Leif Nilsson            | Szwecja         | 108,70 | 167,5  | 167,5  | 172,5  | 212,5   | 212,5   | 225,0   | 380,0 |
| 5       | Vinzenz Hörtnagl        | Austria         | 108,50 | 165,0  | 170,0  | 172,5  | 202,5   | 210,0   | 210,0   | 372,5 |
| 6       | Ștefan Tașnadi          | Rumunia         | 108,45 | 165,0  | 170,0  | 170,0  | 195,0   | 207,5   | 207,5   | 360,0 |
| 7       | Donald Mitchell         | Australia       | 109,10 | 157,5  | 162,5  | 167,5  | 185,0   | 190,0   | 190,0   | 352,5 |
| 8       | Dimitrios Zarzawatsidis | Grecja          | 109,20 | 150,0  | 155,0  | 160,0  | 192,5   | 200,0   | 200,0   | 347,5 |
| 9       | Viktor Sirkiä           | Finlandia       | 109,50 | 150,0  | 155,0  | 155,0  | 192,5   | 192,5   | 192,5   | 342,5 |
| 10      | Andy Drzewiecki         | Wielka Brytania | 107,05 | 140,0  | 140,0  | 145,0  | 175,0   | 180,0   | 185,0   | 320,0 |
| 11      | Ali Abdul Kader Maneer  | Irak            | 101,90 | 135,0  | 145,0  | 145,0  | 160,0   | 165,0   | -       | 300,0 |
| 12      | Mario Rodríguez         | Dominikana      | 106,05 | 117,5  | 125,0  | 135,0  | 155,0   | 162,5   | 170,0   | 287,5 |
| -       | Pavel Khek              | Czechosłowacja  | 108,90 | 175,0  | 175,0  | 177,5  | -       | -       | -       | DNF   |